# Рональдс, Фрэнсис
Сэр Фрэнсис Рональдс (англ. Francis Ronalds; 21 февраля 1788 года, Лондонский Сити, Великобритания — 8 августа 1873 года, Баттл, Великобритания) — британский учёный и изобретатель, первый инженер-электрик в истории. В 1816 году создал первый работоспособный электрический телеграф. За это достижение он был посвящён в рыцари.

## Ранние годы
Он родился в семье Фрэнсиса Рональдса и Джейн Рональдс (урождённой Филд), оптовых сыроделов, в их торговом доме на Аппер Темз-стрит в Лондоне. Посещал школу унитарианского священника Элиезера Когана, а с четырнадцати лет начал помогать своему отцу в делах. Несколько лет он управлял крупным бизнесом. Его семья множество раз переезжала.
Несколько из одиннадцати братьев и сестёр Фрэнсиса также вели примечательную жизнь. Его младший брат Альфред написал книгу о рыболовстве (в чём ему помогал Фрэнсис), а их брат Хью был одним из основателей города Альбион на Среднем Западе США. Его сёстры вышли замуж одна за Сэмюэля Картера, железнодорожного солиситора и члена парламента, а другая сахарозаводчика Питера Мартино, сына Питера Финча Мартино. Третья сестра, Эмили, занималась политической деятельность, сотрудничала с ранними социалистами Робертом Оуэном и Фанни Райт.
Его дядей был садовод Хью Роналдс, а племянниками — профессор химии Эдмунд Роналдс, художник Хью Картер, барристер Джон Корри Картер и торговец древесиной и благотворитель Джеймс Монтгомри. Томас Филд Гибсон, королевский комиссар лондонской Всемирной выставки 1851 года, был одним из его двоюродных братьев.

## Гран-тур
В 1818 году Рональдс совершил Гранд-тур по Европе и Ближнему Востоку. Отправившись в путешествие в одиночку, он встретил по пути множество людей, включая своего друга Фредерика Хенникера, археолога Джованни Баттиста Бельцони, художника Джованни Баттиста Лузиери, торговца Уолтера Стивенсона Дэвидсона, священника Джорджа Ваддингтона, итальянского нумизмата Джулио Кордеро ди Сан-Кинтино и испанского геолога Карлоса де Гимберната. По возвращении он опубликовал свои наблюдения атмосферного электричества, сделанные в Палермо и возле извергающегося кратера Везувия.:28–46